# John Wittner
John Wittner, också känd som dr John eller il dottore var en amerikansk tandläkare och roadracingentusiast som anställdes 1989 av Moto Guzzi för att utveckla motorer. Resultatet blev den legendariska Daytona-modellen som hade ett radikalt nytänkande både i chassi och motorkonstruktion samtidigt som den behöll de unika Moto Guzzi-karaktäristika.